# Gogol Bordello

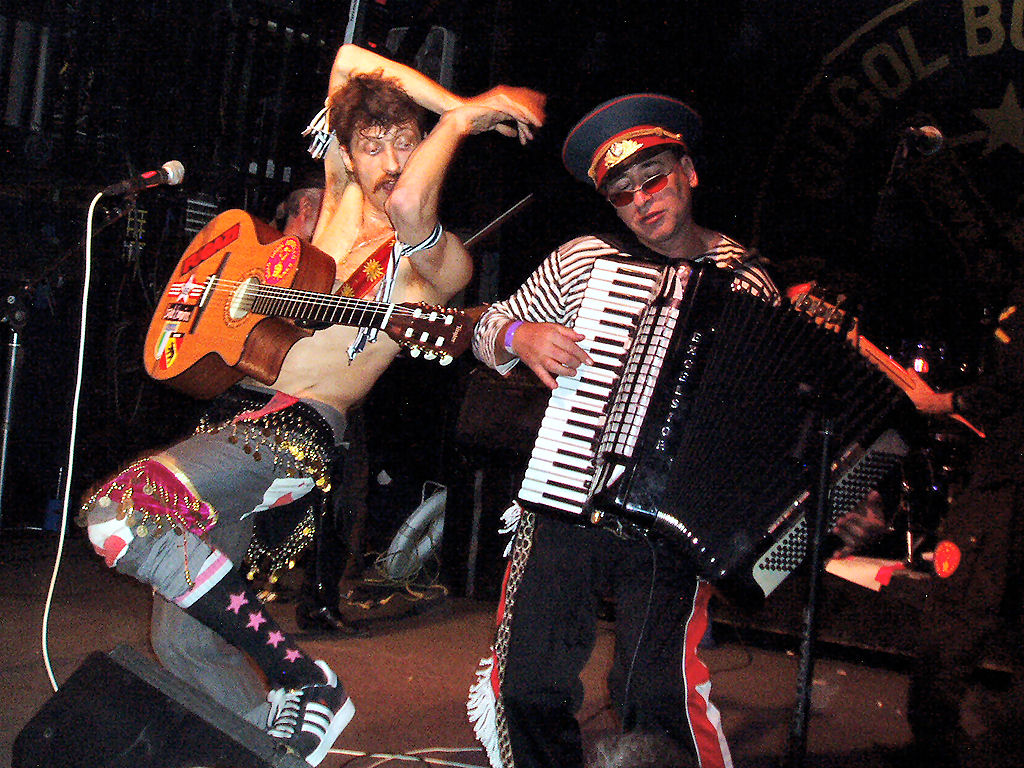
Gogol Bordello

Gogol Bordello este o trupă multi-etnică de punk țigănesc din sud-estul New Yorkului, care a fost formată în 1999 și care este cunoscută pentru spectacolele foarte teatrale. O mare parte din muzica trupei este inspirată de sunetele tradiționale ale muzicii țigănești din cauză că o parte din membrii săi sunt imigranți din Europa de Est. 
Muzicienii folosesc acordeonul și vioara (iar pe unele albume și saxofonul și le amestecă cu elemente de cabaret, punk și de dub. Phill Jupitus descrie formația ca fiind “un pic ca și cum The Clash s-ar bate cu The Pogues în Estul Europei”, în timp ce Kenneth Partrige din The Harford Courant descrie vocea solistului Eugene Hütz ca fiind “undeva între ce a lui Borat Sagdiiev și cea a lui Triumph The Insult Comic Dog”.

## Istoric și influențe
Nikolai Gogol, tizul formației, a avut o mare influență ideologică pentru că a adus cultura rusească în societatea literară europeană, lucru pe care Gogol Bordello își propune să-l facă cu muzica lor în lumea vorbitoare de limba engleză. A doua particulă din numele trupei, “Bordello”, trimite, evident, la un bordel. Inițial, trupa se chema “Hütz and the Béla Bartóks”, dar Eugene Hütz spune că au hotărât să schimbe numele din cauză că “nimeni  în Statele Unite nu știe cine naiba a fost Béla Bartók.” Trupa a debutat ca fiind formația neoficială a unui club numit Pizdetz, unde au devenit formația principală și unde Hütz a devenit DJ-ul clubului.
Primul single Gogol Bordello a fost lansat în 1999 și, de atunci, trupa a lansat patru albume și un EP. Formația a fost în turneu atât în Europa cât și în America, împreună cu trupe de renume ca Primus, Flogging Molly și Cake. Într-un interviu, solistul Eugene Hütz îi numește pe Jimi Hendrix și pe Parliament-Funkadelic ca trupe care au influențat major stilul Gogol Bordello.

## Membri

### Membri actuali
- Eugene Hütz – Ucraina
- Serghei Ryabtsev –Rusia
- Yuri Lemeshev – Rusia
- Oren Kaplan – Israel
- Thomas Gobena - Etiopia
- Eliot Ferguson – Statele Unite ale Americii
- Pamela Jitana Racine – Statele Unite ale Americii
- Elizabeth Sun – Scotia, născută din părinți chinezi
- Pedro Erazo – Ecuador

### Membri anteriori
- Karl Alvarez
- Rea Mochiach – Israel
- Sasha Kazatchoff
- Vlad Solovar
- Ori Kaplan – Israel
- Susan Donaldson